# Orczy

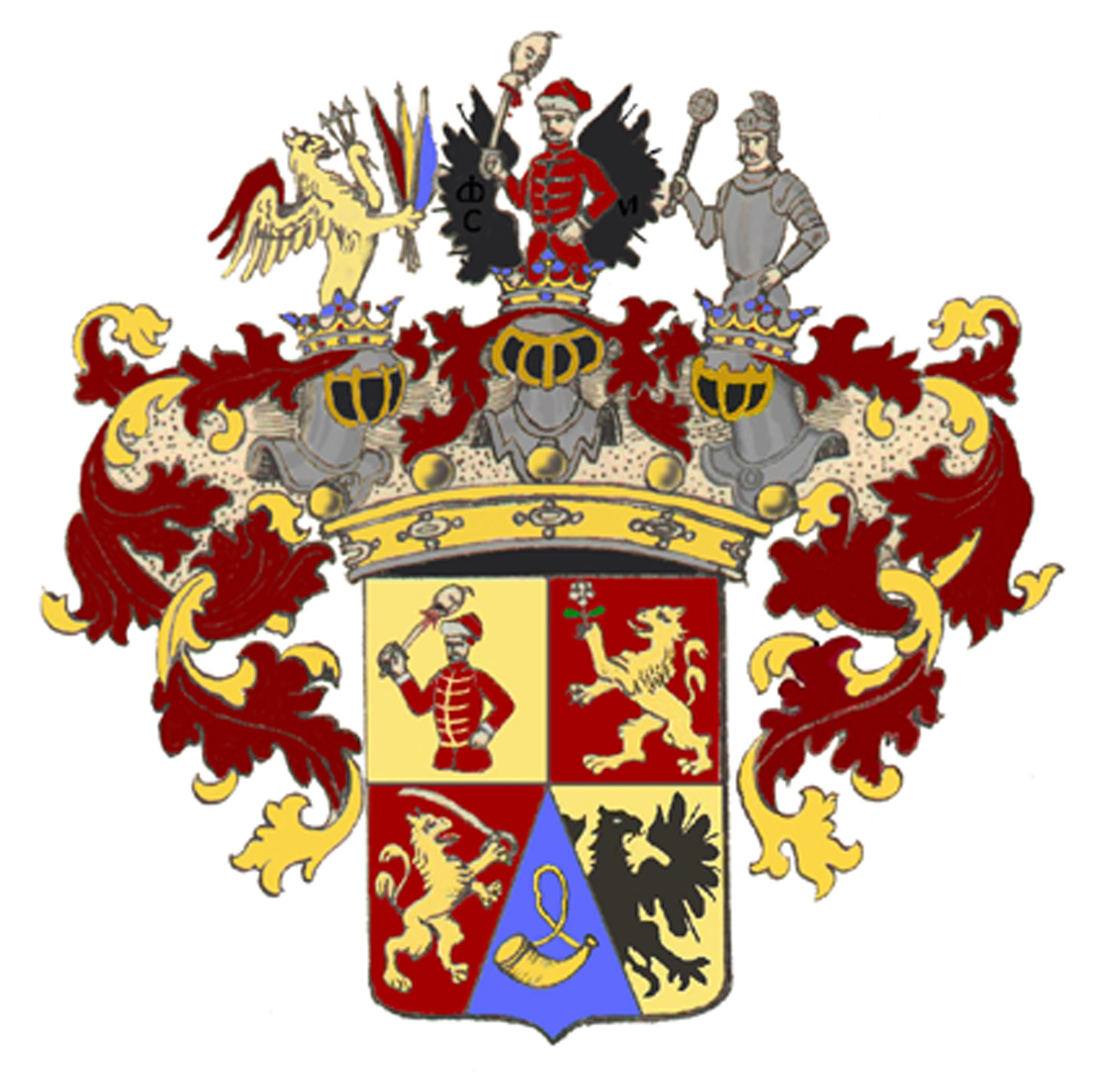
Familienwappen

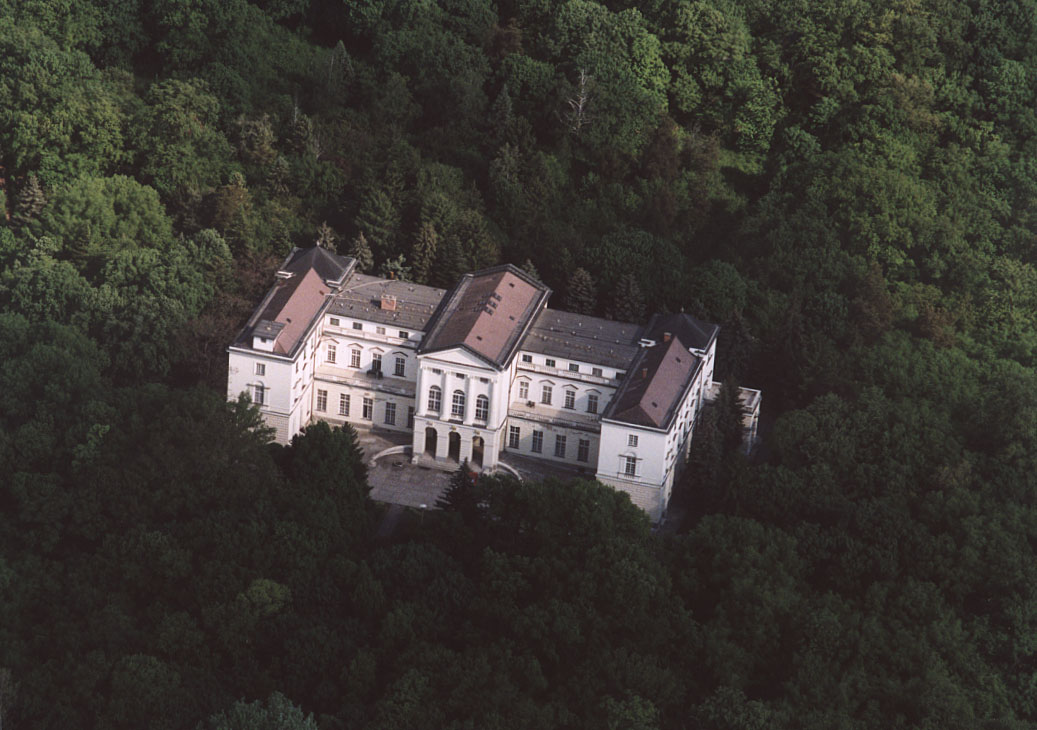
Das Schloss der Orczys in Újszász

Die Orczy sind ein ungarisches Adelsgeschlecht. Ihre aus heutiger Sicht bekannteste Vertreterin war die Schriftstellerin Emma Orczy.

## Schloss
Der Hauptsitz der Familie befindet sich in der ungarischen Kleinstadt Gyöngyös.
Das Schloss wurde Anfang des 18. Jahrhunderts auf Befehl István Orczys im Stile des Barock erbaut. Lőrinc Orczy, Istváns Enkel, ließ es 1826 klassizistisch neubauen, wobei es seine heutige Form erhielt.
Am 1. April 1848 traf sich hier die Honvéd unter Führung Artúr Görgeys, der seine Pläne für den Feldzug gegen die Habsburger vorstellte und darüber abstimmen ließ.
Im Schlosspark, der ebenso alt wie das Gebäude selber ist, stehen zirka 450 Bäume. Unter ihnen sind einige mehrere hundert Jahre alte Eiben. Berühmt ist eine Baum-Hasel mit einem Stammumfang von 4,30 Metern, welches einen Rekord für Ungarn darstellt.

## Namensträger
Bekannte Familienmitglieder sind:
- Lőrinc Orczy (1718–1789), Poet
- Béla Orczy (1822–1917), Richter, Soldat, Politiker und Minister
- Emma Orczy (1865–1947), Schriftstellerin und Malerin